# 琴斯托霍瓦車站
琴斯托霍瓦車站（波蘭語：Stacja Częstochowa）是波蘭西利西亞省琴斯托霍瓦的一座鐵路車站，該車站是波蘭南部重要的交通樞紐之一，2018年該站約有360萬人次乘客使用。

## 歷史
琴斯托霍瓦第一座車站建於1845-1846年，當時正在建設華沙-維也納鐵路。1873年，建築師切斯瓦夫·多馬涅夫斯基對車站進行了擴建。
目前的車站大樓建於1989-1996年，以後現代風格建造，其中第二月台長565公尺，是波蘭最長的月台。
1997年5月24日，一座波蘭醫師瓦迪斯瓦夫·別岡斯基的半身像在車站前揭幕。
根據波蘭《选举报》於2008年的評比，琴斯托霍瓦車站在波蘭最美麗的火車站中排名第三，僅次於比亞維斯托克車站與盧布林車站。

## 圖片集
- 車站內部
- 月台
- 站前的瓦迪斯瓦夫·別岡斯基（英语：Władysław Biegański）雕像